# Eesten

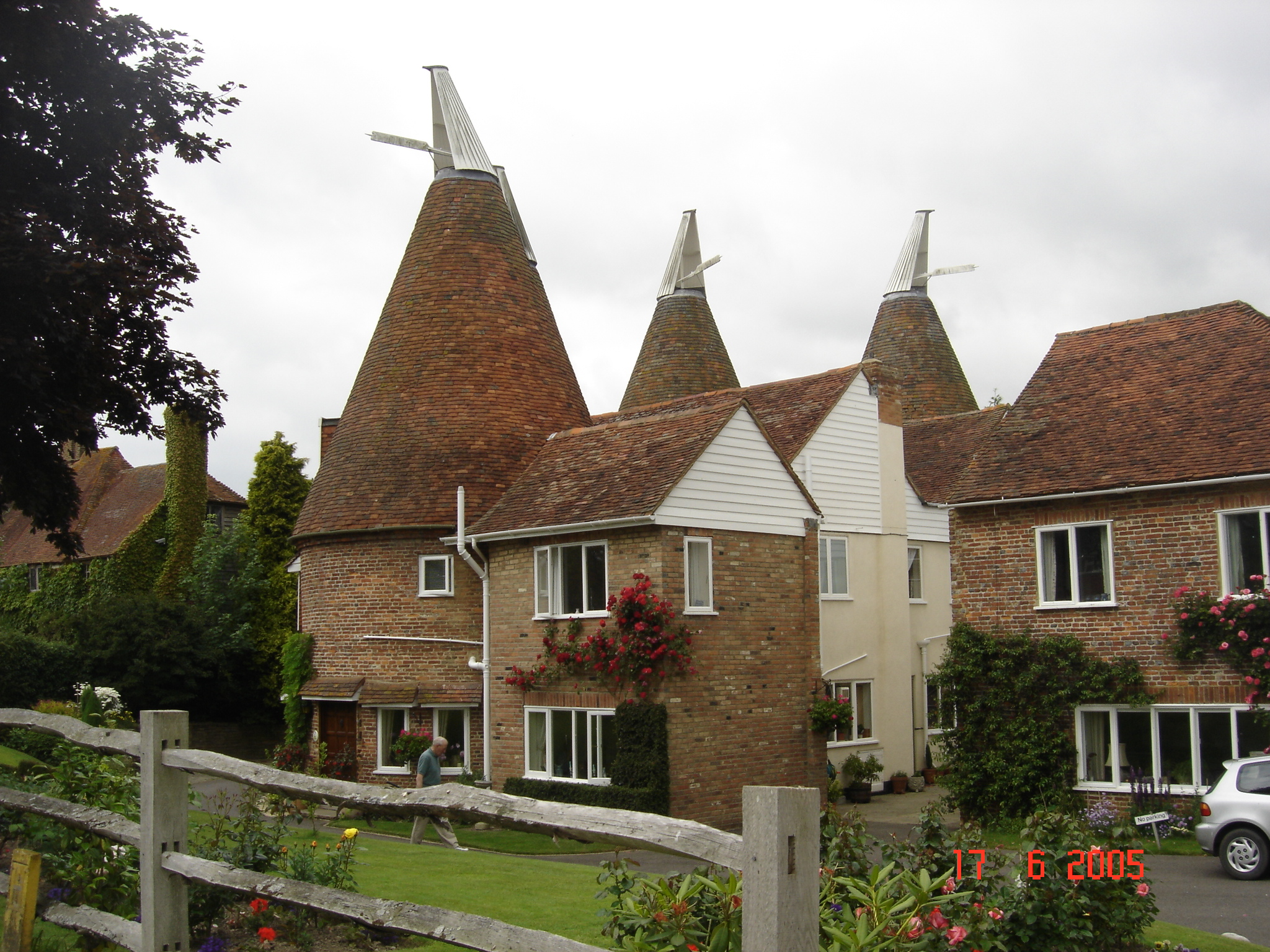
Een tot woonhuis omgebouwd eesthuis in Kent

Eesten is een onderdeel van het moutingsproces, waarbij groenmout, meestal ontstaan uit gerst, bij hogere temperatuur wordt gedroogd. Het werkwoord eesten is afgeleid van het zelfstandig naamwoord eest, dat droogoven aanduidt. Ook een droogvloer wordt eest of ast genoemd.
Ook boekweit en cichorei werd gedroogd in een ast. 

## Achtergrond en werking
Omdat het groenmout door zijn hoog vochtgehalte gevoelig is voor schimmels wordt het vochtgehalte via eesten tot 5% teruggebracht waardoor het groenmout voor later gebruik kan worden bewaard. Eesten stopt het kiemproces van het groenmout.

## Opbouw

### Klassieke opbouw
Het eesten gebeurt in een mouttoren waarbij het groenmout wordt opengespreid op een geperforeerde eestvloer. Rook, afkomstig van een eesthaard, wordt onder de eestvloer via een rookkanaal verspreid. Bij ongeveer 55°C wordt het groenmout gedurende 12 uur gedroogd. Voor rookbier kan beuken- of eikenhout verbrand worden.

### Opbouw met warmtewisselaar
Een warmtewisselaar maakt het mogelijk om de verwarming ook met fossiele brandstoffen uit te voeren. Het vuur verwarmt een metalen plaat onder de moutlagen, terwijl de rook afgevoerd wordt. Hierdoor kan de schadelijke rook niet met het mout in contact komen.

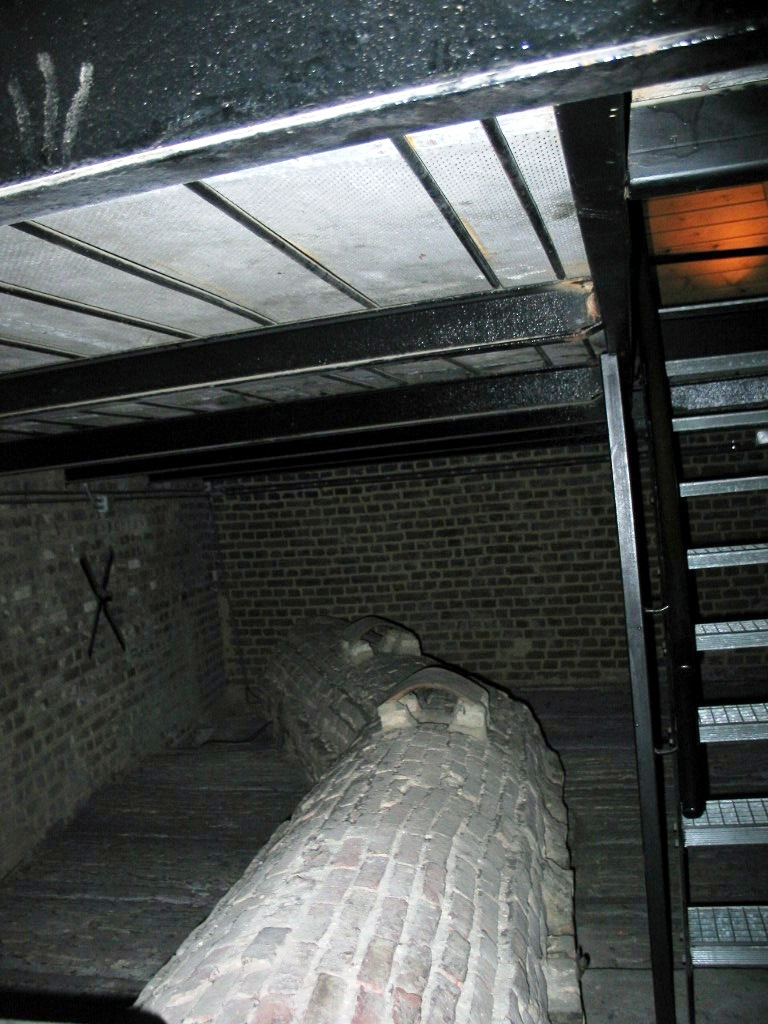
Rookkanaal onder de eestvloer (8 maart 2006)
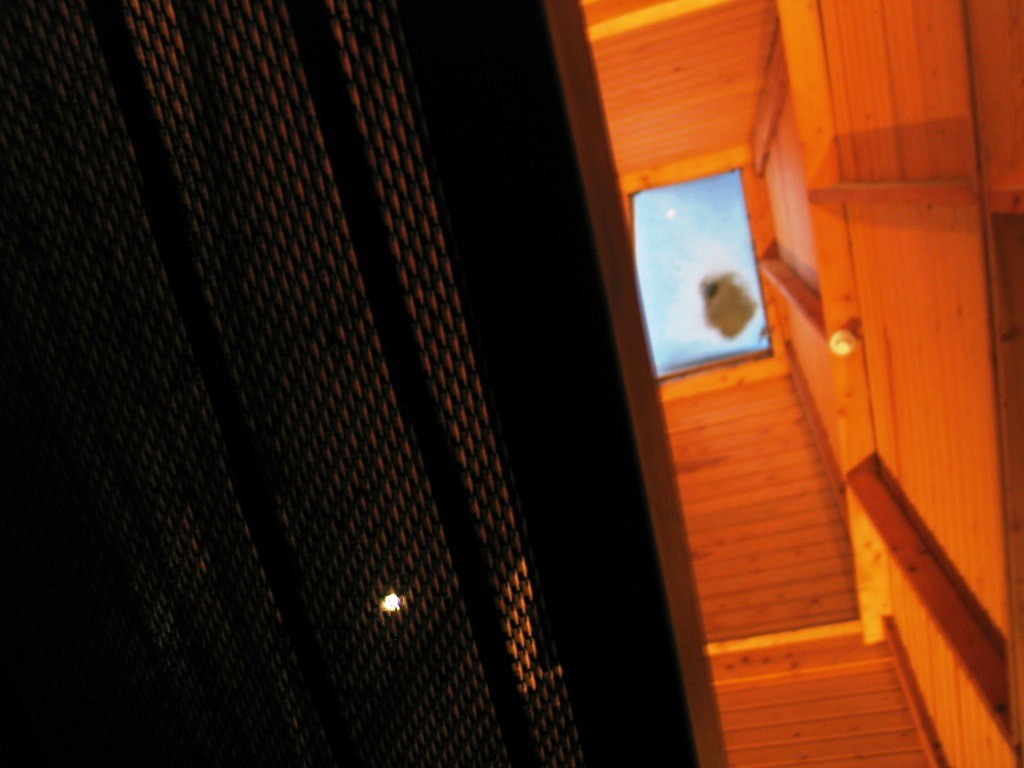
Eestvloer in de mouttoren van het Nationaal Jenevermuseum Hasselt (8 maart 2006)

## Ast
Het gebouw waar deze handeling wordt uitgevoerd wordt een ast genoemd naar de term ast van de droogvloer. Men kan deze bewoording in vele plaatselijke geografische omschrijvingen terugvinden.

## Cultuur
- De novelle "Het leven en de dood in den ast" uit 1926 van Stijn Streuvels beschrijft de zware arbeid in de cichorei-eest. Chicorei werd gedroogd en gebrand voor gebruik als koffievervanger.

## Boekweit

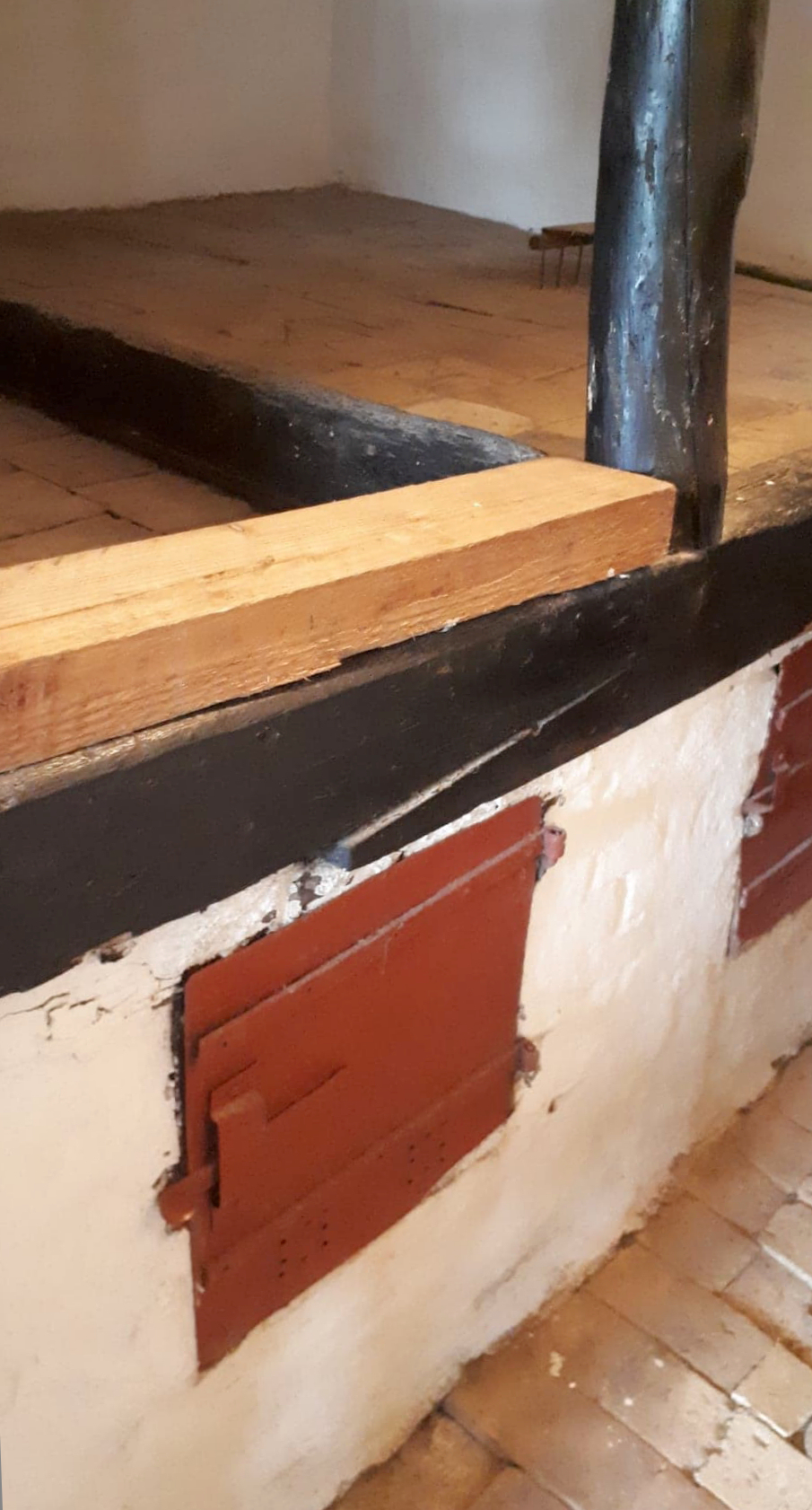
Eest op de Damgård Mølle

Boekweit werd vroeger gemalen op een grutmolen. Dit was een rosmolen met een eest voor het drogen van de boekweit. De eest werd oorspronkelijk gestookt met de boekweitdoppen, maar later met cokes. De gruttensteen dopte daarna de boekweit tot grutten.